# Faster than the Speed of Night (dal)
Bonnie Tyler nagy sikerű 1983-as nagylemezének egyik dala, melynek producere Jim Steinman.

## A dalról
Ez a dal tipikusan a Wágnerikus rock stílusjegyeit hordozza magán. Lágy zongoraszóló a nyitány, majd erős üstdobok és gitárszólók tarkítják, majd ismét zongoraakkordok és erős dob hangzás váltja egymást. A dal olyan akár egy miniopera, bevezetővel, cselekménnyel, tetőponttal és egy fináléval, ahol aztán elszabadulnak a zenei indulatok, gitárbőgéssel és robbanásszerű üstdob és heavy metal hatásokkal. Bonnie Tyler erőteljes hangja pedig igazán összepasszol a zenei szerkezettel. Az album egyik legkiválóbb dala a Total Eclipse of the Heart után.

## Kislemez
- USA kiadás

| #   | Dalcím                         | Zeneszerző   | Producer     | Hossz |
| --- | ------------------------------ | ------------ | ------------ | ----- |
| 1/A | Faster than the Speed of Night | Jim Steinman | Jim Steinman | 6:45  |
| 2/A | Faster than the Speed of Night | Jim Steinman | Jim Steinman | 4:40  |
| 1/B | Take Me Back (Radio Edit)      | Billy Cross  | Jim Steinman | 3:40  |
| 2/B | Take Me Back (Album Version)   | Billy Cross  | Jim Steinman | 3:40  |

- Európai kiadás

| #   | Dalcím                         | Zeneszerző           | Producer     | Hossz |
| --- | ------------------------------ | -------------------- | ------------ | ----- |
| 1/A | Faster than the Speed of Night | Jim Steinman         | Jim Steinman | 6:45  |
| 1/B | Gonna Get Better               | P. Hopkins, B. Tyler | P. Oxendale  | 3:35  |

## Toplista
| 1983               | Legjobb helyezés |
| ------------------ | ---------------- |
| Norvégia           | 9                |
| Írország           | 17               |
| Egyesült Királyság | 43               |